# Ziua de Constanța
Ziua de Constanța este un ziar regional din Dobrogea din România. 